# Kartalinia acaulis
Kartalinia acaulis (Hoffm.) Brullo, C.Brullo, Cambria, Acar, Salmeri & Giusso è una pianta perenne della famiglia delle Fabacee. È l'unica specie nota del genere Kartalinia.